# Atti della Società Toscana de Scienze Naturali di Pisa
Atti della Società Toscana de Scienze Naturali di Pisa (abreviado Atti Soc. Tosc. Sci. Nat. Pisa Mem.) fue una revista ilustrada con descripciones botánicas que fue editada en Italia. Se publicaron 55 números desde 1875 hasta 1877 y desde 1978 hasta ahora, con el nombre de Atti della Societa Toscana di Scienze Naturali di Pisa. Memorie. Pisa. Desde 1878 a 1948 se publicó con el nombre de Atti della Societa Toscana di Scienze Naturali Residente in Pisa, Processi Verbali.